# Pete Sampras
Peter „Pete” Sampras (n. 12 august 1971, Washington, DC, Statele Unite ale Americii) este un jucător de tenis american de origine greacă. A activat între anii 1988 și 2002, câștigând de paisprezece ori turnee de Mare Șlem la categoria simplu bărbați. S-a menținut timp de șase ani în poziția întâi a clasamentelor mondiale ale ATP. Este recunoscut ca unul dintre cei mai talentați tenismeni din ultimele patru decenii.